# Perzische steppegaai
De Perzische steppegaai (Podoces pleskei) is een zangvogel uit de familie Corvidae (kraaien). Deze vogel is genoemd naar de Russische zoöloog Fedor Dimitrievich Pleske (1858-1932).

## Verspreiding en leefgebied
Deze soort is endemisch in centraal en oostelijk Iran. Het leefgebied bestaat uit voornamelijk vlakke steppen en (half)woestijnen met verspreide vegetatie. Foerageert voornamelijk op de grond in paren of in kleine groepen.

## Status
De grootte van de populatie is niet gekwantificeerd maar de soort wordt omschreven als plaatselijk vrij talrijk. Op de Rode lijst van de IUCN heeft deze soort de status niet bedreigd.